# Sjöförsäkringsöverrätten
Sjöförsäkringsöverrätten var en svensk domstol.
Sjöförsäkringsöverrätten tillsattes enligt Kunglig Majestäts försäkrings- och haveristadga av den 2 oktober 1750 som överrätt med uppgift att i sista instans (utan vad eller beneficium revisionis) avgöra tvister angående försäkring av fartyg eller gods mot sjöskada, sedan parterna varken i godo sinsemellan kunnat komma överens eller velat åtnöja sig med sina å ömse sidor tillkallade gode mäns utlåtande. Rättens ledamöter, som förordnades av Kunglig Majestät, var enligt anförda stadga 13, nämligen två från Svea hovrätt, två sjöofficerare, tre från Kommerskollegium, två magistratspersoner samt fyra i utrikeshandel och sjöfart förfarna köpmän. Sedan rättegångssättet i sjörättsmål ändrats genom sjölagen av den 23 februari 1864, förklarade Kunglig Majestät, enligt nådigt brev av den 13 mars 1866, Sjöförsäkringsöverrätten upplöst.